# Aphanapteryx
Aphanapteryx – wymarły rodzaj ptaków z rodziny chruścieli (Rallidae).

## Zasięg występowania
Rodzaj obejmuje gatunki, które występowały na wyspach Mauritius i Rodrigues.

## Systematyka

### Etymologia
Aphanapteryx: gr. αφανης aphanēs „niewidzialny”, od negatywnego przedrostka α- a-; φαινω phainō „pokazywać”; πτερυξ pterux, πτερυγος pterugos „skrzydło”.

### Podział systematyczny
Do rodzaju należą następujące gatunki:
- Aphanapteryx bonasia (Sélys‐Longchamps, 1848) – chruścielowiec rdzawy
- Aphanapteryx leguati (A. Milne-Edwards, 1874) – chruścielowiec rodrigueski

Niektórzy autorzy sugerują wydzielenie chruścielowca rodrigueskiego do osobnego, monotypowego rodzaju Erythromachus.